# 圣克里斯托夫堡
圣克里斯托夫堡（法語：Bourg-Saint-Christophe，法語發音：[buʁ sɛ̃ kʁistɔf]）是法国安省的一个市镇，位于该省南部，属于贝莱区。

## 地理
圣克里斯托夫堡（45°53'26"N, 5°9'38"E）面积8.98 平方千米，位于法国奥弗涅-罗讷-阿尔卑斯大区安省，该省份为法国东部省份，北起汝拉省，西北接索恩-卢瓦尔省，西接罗讷省和里昂大都会，南至伊泽尔省，东与萨瓦省、上萨瓦省和瑞士接壤。
与圣克里斯托夫堡接壤的市镇（或旧市镇、城区）包括：贝利尼厄、布雷索勒、法拉芒、佩鲁日。

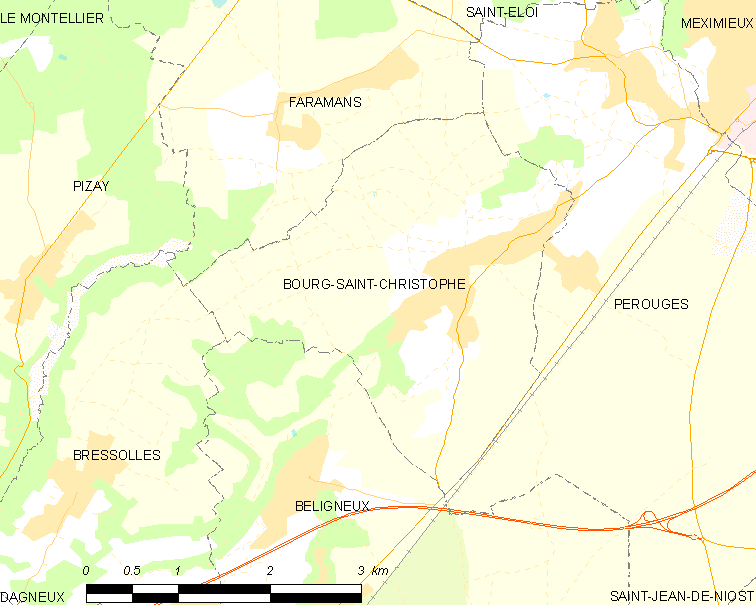
圣克里斯托夫堡的OSM定位图

圣克里斯托夫堡的时区为UTC+01:00、UTC+02:00（夏令时）。

## 行政
圣克里斯托夫堡的邮政编码为01800，INSEE市镇编码为01054。

## 政治
圣克里斯托夫堡所属的省级选区为梅克西米约县。

## 人口

1962-2008年间圣克里斯托夫堡人口变化图示

圣克里斯托夫堡于2022年1月1日时的人口数量为1540人。